# Langboskär
Langboskär är en ö i Åland (Finland). De ligger i Skärgårdshavet och i kommunen Kökar i landskapet Åland, i den sydvästra delen av landet. Öarna ligger omkring 63 kilometer öster om Mariehamn och omkring 220 kilometer väster om Helsingfors.
Arean för den av öarna koordinaterna pekar på är 10,8 hektar och dess största längd är 0,7 kilometer i sydöst-nordvästlig riktning. Ön höjer sig omkring 10 meter över havsytan.
I övrigt finns följande på Langboskär:
- Knarskär (en ö)
- Köpmanskärs Kobbarna (klippor)
- Langboskärs Kläpparna (klippor)